# 北海道道333号遠軽停車場線

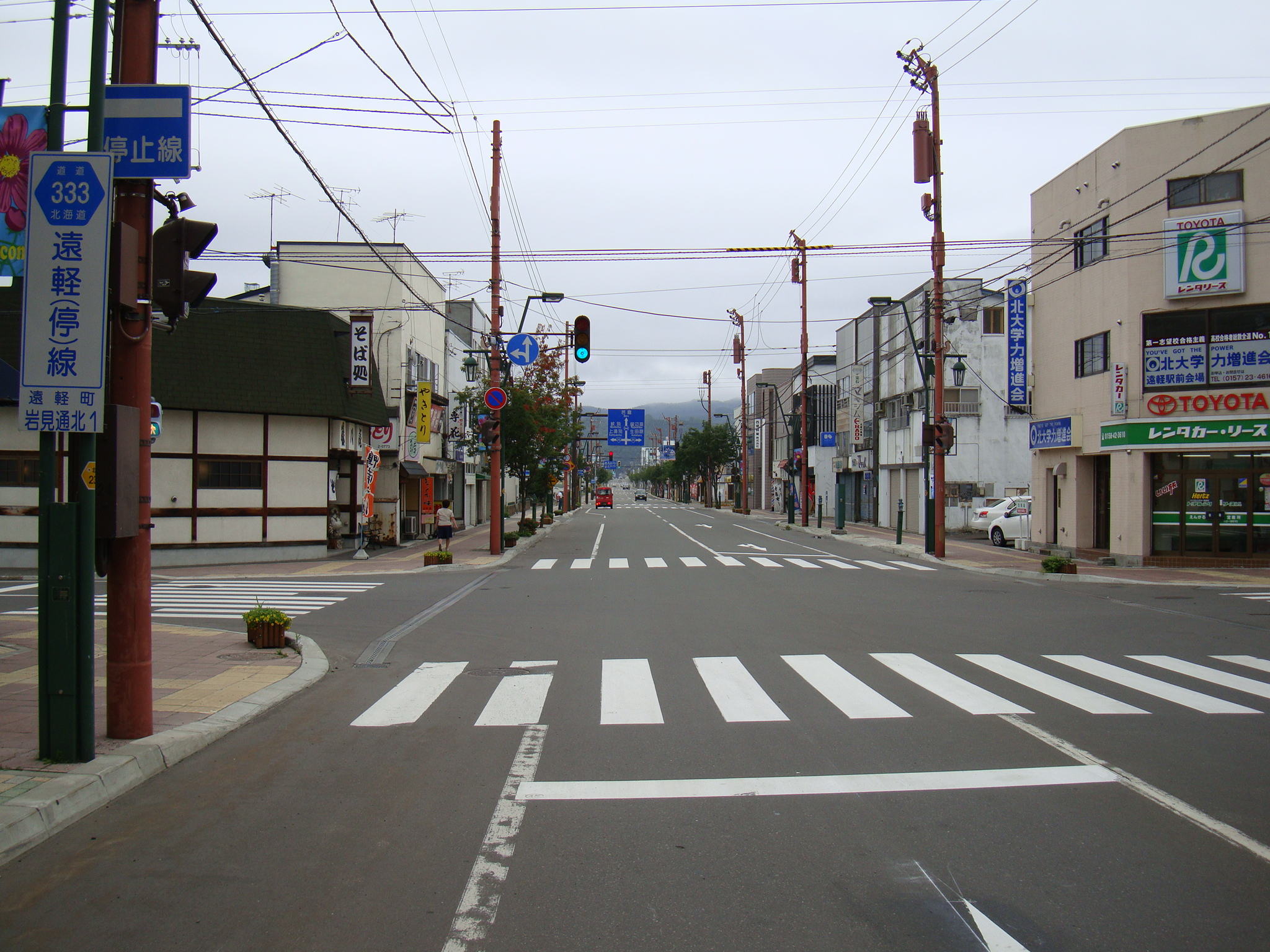
全景 2つ目の信号が終点

北海道道333号遠軽停車場線（ほっかいどうどう333ごう えんがるていしゃじょうせん）は、北海道紋別郡遠軽町内を結ぶ一般道道（北海道道）である。

## 概要

### 路線データ
- 起点：北海道紋別郡遠軽町岩見通北1丁目（JR北海道 石北本線 遠軽駅）
- 終点：北海道紋別郡遠軽町大通北1丁目（国道242号・北海道道244号遠軽芭露線交点）
- 路線延長：0.1 km（総延長）

## 歴史
- 1960年（昭和35年）4月1日 - 325号として路線認定[1]。
- 1994年（平成6年）10月1日 - 路線番号を333号に変更 [2]。

## 地理

### 通過する自治体
- オホーツク総合振興局
  - 紋別郡遠軽町

### 交差する道路
遠軽町
- 国道242号 - 大通北1丁目（終点）
- 北海道道244号遠軽芭露線 - 大通北1丁目（終点）

### 沿線にある施設など
遠軽町
- JR北海道 石北本線 遠軽駅 - 岩見通南1丁目
- 北洋銀行遠軽支店 - 大通北1丁目1